# 黃鰭石鮰
黃鰭石鮰為輻鰭魚綱鯰形目北美鯰科的其中一種，被IUCN列為次級保育類動物，分布於美國維吉尼亞州、田納西州、喬治亞週的淡水流域，體長可達15公分，棲息在水質清澈、岩石底質的水池和溪流。

## 擴展閱讀
維基物種上的相關：黃鰭石鮰